# Лисьвенський міський округ
Лисьвенський міський округ (рос. Губахинский городской округ) — адміністративно-територіальна одиниця в складі Пермського краю Росії.
Адміністративний центр району — місто Лисьва. 

## Географія
Округ розташований на західному схилі Уральських гір. Його площа становить 3,7 тис. км².

## Населення
Населення - 70 235 осіб. (2021 рік)
Національний склад
Росіяни - 90,2%; татари - 6,8%.